# Рукосуев, Евгений Юрьевич
Евге́ний Ю́рьевич Рукосуев (7 декабря 1958, Хабаровск — 14 июля 2020, Екатеринбург) — советский и российский учёный-историк и педагог, специалист по истории Урала и России досоветского периода, горнозаводской промышленности Урала XIX — начала ХХ вв. и золотоплатиновой промышленности Урала. Доктор исторических наук, доцент, ведущий научный сотрудник Центра экономической истории Института истории и археологии УрО РАН.

## Биография
Родился 7 декабря 1958 году в Хабаровске в семье служащих. Отец — инженер-строитель, мать — учитель географии.
В 1976—1978 годах работал слесарем в центральном ремонтно-механическом цехе Дегтярского рудоуправления Свердловской области. В 1978—1980 годах служил в Советской армии. В 1985 году окончил с красным дипломом исторический факультет Уральского государственного университета им. А. М. Горького. В 1985—1988 годах работал учителем истории в средней школе № 161 Свердловска.
В 1988 году поступил в аспирантуру вновь образованного в составе Уральского отделения Академии наук СССР Института истории и археологии. Под руководством Д. В. Гаврилова он подготовил и защитил в 1991 году кандидатскую диссертацию по теме «Золотоплатиновая промышленность Урала и её рабочие в период капитализма (1861—1917 гг.)». С 1991 года работал в Институте истории и археологии УрО РАН в должности научного сотрудника (1991—1992, 1995—1996), учёного секретаря института (1992—1995), старшего научного сотрудника (1996—2014), ведущего научного сотрудника (с 2014). В 2013 году защитил докторскую диссертацию по теме «Съезды горно- и золотопромышленников Урала в конце XIX — начале XX века: организация и направления деятельности».
Одновременно в 1998—2013 годах работал доцентом кафедры истории России исторического факультета Уральского государственного педагогического университета; в 2001—2013 годах работал доцентом кафедры истории науки и техники Уральского государственного технического университета (УГТУ-УПИ) — Уральского федерального университета; с 2015 года работал доцентом кафедры истории и социальных технологий и кафедры теории и истории международных отношений Уральского федерального университета.
Автор более 250 публикаций, в том числе 24 монографий, 5 сборников документов, нескольких справочников и энциклопедий.
Сфера научных интересов Е. Ю. Рукосуева включала в себя отечественную историю XIX — начала ХХ вв., историю развития горной и горнозаводской промышленности Урала, добычи благородных металлов и других полезных ископаемых, деятельность отдельных промышленных предприятий и представительных организаций предпринимателей, вспомогательные исторические дисциплины: историческую географию, геральдику, вексиллологию, биохронологию, нумизматику, бонистику, сфрагистику, униформологию.
Стержневой темой исследований Е. Ю. Рукосуева, к которой он обращался на протяжении всей своей жизни, стала золотопромышленность Урала. Из неё вырос более широкий интерес к истории горнозаводской промышленности, предпринимательства и предпринимательских организаций, транспорта, рабочих кадров. Все это многообразие научных интересов нашло отражение в докторской диссертации «Съезды горно- и золотопромышленников Урала в конце XIX — начале XX века: организация и направления деятельности», успешно защищённой в 2013 г. Е. Ю. Рукосуев был среди тех историков, кто начинал работу по изучению индустриального наследия Урала. Принимал активное участие в международных форумах, на которых обсуждалась данная проблематика.
Особое место среди работ Е. Ю. Рукосуева занимает трёхтомник «Правители стран мира с древнейших времён до наших дней», в котором были собраны сведения обо всех правителях всех стран мира с момента возникновения государственности и до 1990-х годов.
Являлся членом Геральдического совета Свердловской области, выступал экспертом по историко-культурным ценностям, консультантом на съёмках художественного кино, участвовал в разработке концепций исторических экспозиций и тематических выставок Свердловского областного краеведческого музея, Музея золота в Берёзовском.
Скончался 14 июля 2020 года в Екатеринбурге. Урна с прахом захоронена в колумбарии Михайловского кладбища Екатеринбурга.